# Amphinecta decemmaculata
Amphinecta decemmaculata är en spindelart som beskrevs av Simon 1898. Amphinecta decemmaculata ingår i släktet Amphinecta och familjen Amphinectidae. Inga underarter finns listade i Catalogue of Life.